# Cristian Mungiu
Cristian Mungiu (Iași, 27 april 1968) is een Roemeens filmregisseur, scenarioschrijver en filmproducent.

## Biografie
Cristian Mungiu werd in 1968 geboren in Iași en studeerde Engelse literatuur aan de Alexander Jan Cuza-universiteit van Iași. Hij werkte enkele jaren als leraar en journalist alvorens zich in te schrijven aan de UNATC (nationale filmschool) in Boekarest waar hij in 1998 afstudeerde in de richting filmregie. Mungiu realiseerde enkele kortfilms en debuteerde in 2002 met de speelfilm Occident. Mungiu behoort als filmmaker tot de Roemeense New Wave, een genre van Roemeense realistische en vaak minimalistische films die sinds 2004 gemaakt worden. Zijn tweede film 4 luni, 3 săptămâni și 2 zile die hij schreef en regisseerde behaalde de Gouden Palm op het filmfestival van Cannes 2007 en won nog meer dan 40 filmprijzen. In 2012 ging După dealuri (Beyond the Hills) in première op het filmfestival van Cannes en won de prijs voor beste scenario (Mungiu) en beste actrice (Cosmina Stratan en Cristina Flutur). Mungiu's film Bacalaureat won de prijs voor beste regie op het filmfestival van Cannes 2016.
Mungiu werd in 2012 geridderd in het Crucea Casei Regale a României.

## Filmografie
- Bacalaureat (The Graduate) (2016)
- După dealuri (Beyond the Hills) (20)
- Amintiri din epoca de aur (Tales of the Golden Age) (20)
- 4 luni, 3 săptămâni și 2 zile (2007)
- Occident (2002)
- Corul pompierilor  (kortfilm, 2000)
- Nicio întâmplare (kortfilm, 2000)
- Zapping (kortfilm, 2000)

## Prijzen en nominaties
De belangrijkste:
| Jaar | Prijs                    | Categorie      | Film                          | Uitslag  |
| ---- | ------------------------ | -------------- | ----------------------------- | -------- |
| 2016 | Filmfestival van Cannes  | Beste regie    | Bacalaureat                   | Gewonnen |
| 2012 | Filmfestival van Cannes  | Beste scenario | După dealuri                  | Gewonnen |
| 2007 | Filmfestival van Cannes  | Gouden Palm    | 4 luni, 3 săptămâni și 2 zile | Gewonnen |
| 2007 | Filmfestival van Cannes  | FIPRESCI-prijs | 4 luni, 3 săptămâni și 2 zile | Gewonnen |
| 2007 | 20e Europese Filmprijzen | Beste film     | 4 luni, 3 săptămâni și 2 zile | Gewonnen |
| 2007 | 20e Europese Filmprijzen | Beste regie    | 4 luni, 3 săptămâni și 2 zile | Gewonnen |